# プリミティブ方程式
プリミティブ方程式（プリミティブほうていしき、英語：primitive equations）とは、大規模な大気の運動を記述する非線形微分方程式群で、現在の気象予報において最も広く用いられている方程式。
以下の3つの主要な部分からなる。
- 運動量保存の法則 : 球体表面の水力学的運動を表現するナビエ・ストークス方程式の変形。運動の水平スケールが鉛直スケールよりも十分大きい、静水圧近似の状態を前提（条件）とする。
- 熱エネルギー方程式（エネルギー保存の法則） : 熱の出入りおよび、系全体の熱・エネルギーの変化とその状態を記述。
- 連続の方程式 : 質量の保存則を記述。

プリミティブ方程式からは、ラプラスの潮汐方程式を導出できる。この式は、緯線方向の運動を決定づける固有値である、線形のハフ関数を解に持つ。
一般的にプリミティブ方程式は、5つから6つの未知変数（他の変数に従属して決まるものもある）を持ち、これが空間・時間とともに変化していく。未知変数は、南北移流ベクトル、東西移流ベクトル、鉛直移流ベクトル、高度、気温または温位、湿度または比湿、気圧、空気の密度などである。
プリミティブ方程式の原型を最初に発表したのは、ヴィルヘルム・ビヤークネスであった。ルイス・フライ・リチャードソンはこの式を用いて数値予報を行ったが失敗し、この欠点を補う準地衡風方程式を用いるようになったがこれも低緯度地域や小規模現象には適用できない欠点があり、結局はプリミティブ方程式が広く用いられるに至った。
移動性低気圧・高気圧などの総観スケールの現象を予報するには適した手法で、プリミティブモデルとして数値予報モデルに採用されている。一方、スケールの小さい現象は静水圧近似が適用できないため、非静力学モデルを用いる。

## プリミティブ方程式系
プリミティブ方程式は、形は様々であるが、基本形として5つから7つの式を用いる。以下の通り。
- 運動方程式 - ふつう、水平方向2つと鉛直方向1つの計3つの式を用いる。
- 熱力学の第一法則
- 気体の状態方程式
- 連続の方程式（連続の式）
- 水蒸気の輸送方程式

気象庁は、以上の7つの式（運動方程式を1つと数えて5つとする場合が多い）を用いている。

## プリミティブ方程式の変数
- {\displaystyle u} : 緯線上（球面上における東西方向）の速度。
- {\displaystyle v} : 経線上（球面状における南北方向）の速度。
- {\displaystyle \omega } : 等圧面に対して鉛直方向の速度。
- {\displaystyle T} : 気温。
- {\displaystyle \phi } : ジオポテンシャル。
- {\displaystyle f} : コリオリパラメータ。{\displaystyle 2\Omega \sin \phi }に等しい。{\displaystyle \Omega }は球面上の角速度({\displaystyle 2\pi /24}rad/h)、{\displaystyle \phi }は緯度。
- {\displaystyle R} : 気体定数。
- {\displaystyle p} : 気圧。
- {\displaystyle c_{p}} : 比熱容量。
- {\displaystyle J} : 単位量・単位時間当たりの熱の移動。
- {\displaystyle W} : 可降水量。
- {\displaystyle \Pi } : エクスナー関数。
- {\displaystyle \theta } : 温位。

## 大気の運動によって生じる力
気圧傾度力、重力、粘性摩擦力を含めた、大気の運動によって生じる力を記述する。力は加速度をもたらし、それが式中に含まれる場合があるので注意。
気圧傾度力は、気圧の高いところから低いところへ移動する空気に働く加速度である。これを数式に表すと以下のようになる。
{\displaystyle {\frac {f}{m}}={\frac {1}{\rho }}{\frac {\mathrm {d} p}{\mathrm {d} x}}.}
質量をもった物体に対して、地球の中心へと向かう重力加速度9.81 m/s2が働く。
粘性摩擦力は以下の式で近似される。
{\displaystyle f_{r}\simeq {f \over a}{1 \over \rho }\mu \left(\nabla \cdot (\mu \nabla v)+\nabla (\lambda \nabla \cdot v)\right).}
以上の式を運動方程式にまとめると以下のようになる。
{\displaystyle {\frac {\mathrm {d} v}{\mathrm {d} t}}=-(1/\rho )\nabla p-g(r/r)+f_{r}}
{\displaystyle g=g_{e}}
よって、1つの系における方程式から解を導くには、6つの方程式を用いて、観測結果から得た数値を6つの変数に代入する必要がある。
- {\displaystyle {\frac {\mathrm {d} v}{\mathrm {d} t}}=-(1/\rho )\nabla p-g(r/r)+(1/\rho )\left[\nabla \cdot (\mu \nabla v)+\nabla (\lambda \nabla \cdot v)\right]}
- {\displaystyle c_{v}{\frac {\mathrm {d} T}{\mathrm {d} t}}+p{\frac {\mathrm {d} \alpha }{\mathrm {d} t}}=q+f}
- {\displaystyle {\frac {\mathrm {d} \rho }{\mathrm {d} t}}+\rho \nabla \cdot v=0}
- {\displaystyle p=\rho RT}